# 5214-es mellékút (Magyarország)
Az 5214-es mellékút egy bő 32 kilométeres hosszúságú, négy számjegyű mellékút Bács-Kiskun vármegye területén; Szabadszállást köti össze Kerekegyháza térségével.

## Nyomvonala
A Kecskemét határától Izsákig vezető 5301-es útból ágazik ki, annak az 1+200-as kilométerszelvénye közelében, Kerekegyháza külterületén, nagyjából északnyugat felé. Mintegy 600 méter után keresztezi az 52-es főutat, amely ott majdnem pontosan 10,5 kilométer teljesítésén van túl. Változatlan irányban, nyílegyenesen húzódik egészen Kerekegyháza központjának keleti részéig, amit 7,7 kilométer után ér el, előtte még, a lakott terület délkeleti szélénél – a 6+850-es kilométerszelvénye táján – beletorkollik keletről, Felsőszéktó-Hetényegyháza felől az 5218-as út.
A belterületen előbb a Szabadság utca nevet viseli, majd egy 90 fokos iránytörést követően Szilágyi utca lesz a neve. Még a 8. kilométere előtt visszatér az északnyugati irányhoz, a Fő utca nevet felvéve, majd a központban egy kereszteződéshez ér: maga az út délnyugatnak fordul, északnyugati irányból pedig beletorkollik a Ladánybene központjától odáig húzódó 5212-es út. Rövidesen két újabb derékszögű irányváltáson esik át, ezeket elhagyva előbb Dózsa György utca, majd Arany János utca lesz a neve; így lép ki a kisváros belterületéről, ott délnyugati irányt követve, nagyjából a tizedik kilométere táján.
10,7 kilométer után eléri Fülöpháza határát, onnantól szűk két kilométeren keresztül a két település határvonalát kíséri, közben – a 12+350-es kilométerszelvénye táján – kiágazik belőle az utóbbi falu központját feltáró 5215-ös út. A folytatásban újra teljesen Kerekegyházához tartozó területek közt halad, közben egy szakaszon északi határvonalát képezi a Kiskunsági Nemzeti Park Fülöpházi homokbuckák (vagy Fülöpházi buckavidék) elnevezésű részegységének.
15,9 kilométer után elhalad Kerekegyháza, Kunadacs és Szabadszállás hármashatára mellett, egy egészen rövid szakaszon kunadacsi, azt követően pedig szabadszállási területen folytatódik, délnyugati irányt követve. 19,5 kilométer után elhalad Balázspuszta déli széle mentén, Hunyadi János utca néven, majd a településrészt elhagyva nyugati irányban húzódik tovább. A 31. kilométerén túljutva éri el Szabadszállás lakott területének keleti szélét, a település házai között a Dózsa György út nevet viseli. Így is ér véget, a település központjában, beletorkollva az 5203-as mellékútba, annak a 42+100-as kilométerszelvénye közelében.
Teljes hossza, az országos közutak térképes nyilvántartását szolgáló kira.gov.hu adatbázisa szerint 32,355 kilométer.

## Története
Egy hosszabb, 4,590 kilométeres szakaszának felújítását (a 0+614 és az 5+200 kilométerszelvények között) 2019 második felére tűzték ki, a Magyar Falu Program útjavítási pályázatának I. ütemében, a hivatkozott forrás szerint Kunadacs település területén.

## Települések az út mentén
- Kerekegyháza
- (Fülöpháza)
- (Kunadacs)
- Szabadszállás